# Marina Arrate
Marina Arrate Palma (Osorno, 14 febbraio 1957) è una poetessa cilena.
Ha studiato psicologia alla Pontificia università cattolica del Cile e all'Università di Concepción.
Ha iniziato a pubblicare nella pubblicazione LAR nel 1985, è stato direttrice editoriale di Libros de la Elipse e docente in numerose realtà come l'Universidad Tecnológica Metropolitana o il Centro de Género y Cultura de América Latina (CEGECAL) dell'Universidad de Chile.

## Scritti
- Este Lujo de Ser, 1986, Editorial LAR, Concepción.
- Máscara Negra, 1990, Editorial LAR, Concepción.
- Tatuaje, 1992, Editorial LAR, Concepción.
- Compilación de su Obra Publicada, 1996, Editorial Tierra Firme, Buenos Aires, Argentina.
- Uranio, 1999, Editorial LOM, Santiago.
- Trapecio, 2002, Editorial LOM, Santiago.
- El Libro del Componedor, 2008, Sello Editorial Libros de la Elipse, Santiago.
- Satén, 2009, Editorial Pen Press, New York
- Carta a Don Alonso de Ercilla y Zúñiga, Memoria Poética. Reescrituras de la Araucana, 2010

## Premi
- Premio Municipal de Poesía de Santiago 2003